# Новелла в праве
Новелла  в праве (от лат. novellae leges — новые законы) — термин, который используется для обозначения изменений, дополнений или уточнений в законодательстве, которые вносятся в существующие правовые акты. Новелла может касаться как отдельных статей, так и целых разделов закона.
В юридическом контексте новеллы часто возникают в результате:
1. Необходимости адаптации законодательства к изменениям в общественных отношениях или экономической ситуации.
2. Устранения пробелов или недостатков в действующем законодательстве.
3. Учет новых технологий и инноваций, которые требуют изменения правил.

Примеры новелл могут включать изменения в гражданском, уголовном, административном или налоговом праве. Принятие новелл часто сопровождается общественными обсуждениями, экспертными оценками и юридическими экспертизами, чтобы убедиться, что внесённые изменения будут способствовать улучшению правоприменения и защите прав граждан.
Таким образом, новелла в праве — это важный инструмент правотворчества, который помогает адаптировать законодательство к реалиям времени и потребностям общества.

## История
Новеллы Юстиниана